# The Rave-Ups
The Rave-Ups sind eine Alternative-Rock-Band aus Pittsburgh in Pennsylvania. Die Band wurde 1979 gegründet und brachte seit 1985 drei Studioalben heraus. Sie spielte immer wieder Konzerte, vornehmlich in ihrer Heimat, in den Vereinigten Staaten. The Rave-Ups verbinden melodischen Alternative Rock mit Anklängen der Country-Musik und des Folk. Mit der später aufgekommenen Musikrichtung des Rave aus den 1990er Jahren hat die Band jedoch nichts zu tun. The Rave-Ups sind am besten bekannt für ihren Single Hit Respectfully King of Rain aus dem Jahre 1988, sowie ihren Auftritten in dem John Hughes Film Pretty in Pink und der Serie Beverly Hills, 90210.

## Geschichte
The Rave-Ups wurden ursprünglich an der Carnegie Mellon University im Herbst 1979 von Jimmer Podrasky gegründet, der zu dieser Zeit dort Englische Literatur studierte.
The Rave-Ups startete in der Besetzung: Jimmer Podrasky (Gitarre, Gesang), Michael Kaniecki (Gitarre, Gesang), George Carter (Bass, Violine, Gesang) und TJ Junco (Schlagzeug). Doch bereits im Januar 1980 ersetzte Rich Slevin TJ Junco am Schlagzeug, der die Band kurz nach ihrer Gründung schon wieder verlassen hatte. Die Band spielte überwiegend Eigenkompositionen von Podrasky und Kaniecki geschrieben, trug einige Lieder von Carter vor und spielte in der Öffentlichkeit auch einige Cover-Versionen. Frühe Auftritte in Pittsburgh hatten sie in Clubs wie dem The Electric Banana, The Decade Lounge, in der Carnegie Mellon, sowie regelmäßige Auftritte bei Fat City in Swissvale. Im Sommer 1980 machte die Band 4-Spur- und 16-Spur-Studio-Demo-Aufnahmen, einschließlich der späteren beliebten Stücke wie „Class Tramp“ und „Gremlin“, zusammen mit den üblichen Live-Mitschnitten von Club-Terminen. Slevin verließ die Band im Sommer 1980 und kehrte in seine Heimatstadt New York City zurück und wurde von Vic McPoland, einem Kollegen aus Pittsburgh ersetzt, während die Band nach Los Angeles, Kalifornien umzog.
Die zweite Inkarnation von The Rave-Ups folgte Podrasky dann mit Drummer Tim Jimenez, Gitarrist Chuck Wada & Bassist Douglas Leonard. Diese Formation veröffentlicht eine sechs Songs enthaltende EP mit dem Titel Class Tramp auf Fun Stuff Records im Jahr 1984. Alle 3.000 produzierten Exemplare der EP wurden verkauft. Nachdem dann auch Gitarrist Chuck Wada & Bassist Douglas Leonard die Gruppe verlassen hatten, stießen 1985 Terry Wilson (Gitarre) und Tommy Blatnik (Bass) zur Band. In dieser Besetzung spielt The Rave-Ups bis heute. Im Jahr 1985 veröffentlichte die Band so ihr erstes Studio-Album namens Town and Country bei dem Musiklabel Fun Stuff Records. Über 40.000 Exemplare des Albums wurden verkauft.
Schauspielerin Molly Ringwald war durch ihre Schwester Beth, die eine Beziehung mit Podrasky führte, ein Freund und Fan der Band geworden. Ringwald lud später Filmregisseur John Hughes ein, sich die Band einmal informell anzuschauen und nach einem erfolgreichen Vorsprechen der Gruppe kam es zu einem Auftritt für The Rave-Ups im Film Pretty in Pink. In dem Film spielt die Gruppe ihrem Song Rave-Up, Shut-Up auf der Bühne. Ein weiterer Song von The Rave-Ups, der im Film gespielt wurde, war Positiv Lost Me. Die Band erschien auch auf der MTV Premiere von Pretty In Pink. The Rave-Ups spielte Positiv Me Lost. Das Lied wurde ein Hit, erfolgreich genug, dass Rhino Records das Lied auf ihrem Kompilationen-Sampler Just Cant Get Enough: New Wave Hits der 80er Jahre # Volume 12 platzierte. Während dieser Zeit bekam die Band großen Beifall von Kritikern auch Robert Christgau und Robert Hilburn traten in Verhandlungen mit mehreren großen Plattenfirmen.
Im Jahr 1987 unterzeichnete die Band bei Epic Records und veröffentlichte so ihr Major-Label-Debüt mit dem Album The Book of Your Regrets im Jahre 1988. Das Album konnte sich trotz schwieriger Unternehmensumstrukturierungen von Epic und mangelnder Promotion gut verkaufen. Im selben Jahr erschien ihr Song Class Tramp im Horror Anthology Film From a Whisper to a Scream.
1990 erschien das Album Chance (benannt nach Podraskys Sohn mit Beth Ringwald) mit der Hoffnung auf noch mehr kommerziellen Erfolg. Die Single Respectfully King Of Rain wurde ein Alternative Rock Hit, der es bei MTV auf Platz 12 der Modern Rock-Charts schaffte. Die zweite Single She Says (Come Around) wurde für den Vertrieb (einschließlich MusiK Video) von Epic dann nicht mehr gefördert. Daraufhin verließ die Band das Musiklabel. Die Gruppe arbeitete für ein paar Monate an einem Auftritt in einer Episode von Beverly Hills, 90210 gesendet in der Folge Spring Dance. Nach einigem Leerlauf und mancher Frustration in der Folgezeit löste sich die Band im Jahr 1992 dann sogar vorübergehend auf.
Jimmer Podrasky gründete zwischenzeitlich die Band Lovin' Miserys mit Concrete Blonde Schlagzeuger Harry Rushakoff, konnte aber keinen Vertragsabschluss mit einem Musiklabel erzielen.
Im Jahr 2000 wurde die Band The Rave-Ups wiederbelebt. Ein Album mit dem Titel The Salmon In The Woods wurde neu eingespielt, dieses wurde jedoch aus Mangel an Interesse von Seiten der Major Plattenfirmen bis heute auf keinem Tonträger veröffentlicht.
Podrasky und Wilson blieben auch in den Folgejahren weiterhin musikalisch Partner. Seit August 2007 wurde auch mit den Musik-Kollegen Jimenez und Blatnik wieder an neuem Material gearbeitet, sodass die Band in den Vereinigten Staaten auch immer mal wieder eigene Konzerte spielte.
Der 1957 in Pittsburgh geborene Lead-Sänger der Band Jimmer Podrasky ist ein Cousin ersten Grades des Chief Justice of the United States John Roberts. Podrasky lebt heute in Woodland Hills, Kalifornien. Im September 2013 erschien von ihm unter dem Pseudonym Jimmer das Album The Would-Be Plans. Im Januar 2017 wurde unter dem Titel God Like the Sun ein weiteres Album von ihm veröffentlicht. 2019 wurde unter dem Titel Almost Home, Again ein drittes Solo-Album von Jimmer Podrasky herausgebracht.

## Diskografie

### Alben
- 1985: Town and Country (Fun Stuff Records)[7]
- 1988: The Book of Your Regrets (Epic Records)[8]
- 1989: Hamlet Meets John Doe (Epic Records, Limited edition von 2000 CDs, enthält Respectfully King Of Rain von Chance und die beiden nicht enthaltenen Album-Stücke Train to Nowhere und The Night Before Christmas (Hey Baby))[9]
- 1990: Chance (Epic Records)[10]

### EPs
- 1983: Class Tramp (Fun Stuff Records, Catalogue No: RU101[11])

### Singles
- 1986: These Wishes / Big Wide River (7", Fun Stuff Records, Catalogue No: RU 105[12])
- 1986: These Wishes / Big Wide River (12", Fun Stuff Records, Catalogue No: RU 104[13])
- 1988: Freedom Bound (7", Epic Records, Catalogue No: ARI 2085[14])
- 1988: When the End Comes / Sue & Sonny / Freedom Bound (12", Epic Records, Catalogue No: eas 1084[15])

### Kompilationen (Auswahl)
- 1995: Just Can’t Get Enough: New Wave Hits of the '80s# Volume 12 Various Artists

### Soloalben von Jimmer
- 2013: The Would-Be Plans
- 2017: God Like the Sun
- 2019: Almost Home, Again